# جریان دیویدسون

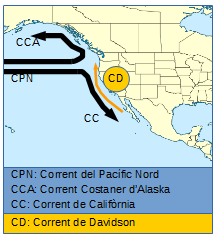
موقعیت، جهت‌گیری‌های چهارراهی اقیانوس‌های اقیانوس آرام در شمال اقیانوس آرام: کورنت دل پاسیفیک نورد، کورنت کوستانر آلاسکا، کورنت کالیفرنیا و کورنت دی دیویدسون

جریان دیویدسون (انگلیسی: Davidson Current) یک پادجریان ساحلی در اقیانوس آرام است که در امتداد ساحل غربی ایالات متحده آمریکا از مکزیک و کالیفرنیا به سمت شمال تا شمال کالیفرنیا و نهایتاً مدار ۴۰ درجه شمالی و نزدیکی دماغه مندوسینو گردش می‌کند. این جریان در مجاورت جریان کالیفرنیا گردش می‌کند با این تفاوت که جهت این جریان رو به شمال است و با خط ساحلی نیز تماس دارد. جریان دیویدسون در طی سال در ژرفای ۲۰۰ متری زیر سطح اقیانوس جریان دارد ولی در ماه‌های زمستان (عموماً از میانه نوامبر تا میانه فوریه) به سطح می‌آید. در این ماه‌ها، بادهای شمالی ضعیف‌تر شده و با بادهای گسترده جنوب‌شرقی جایگزین آن‌ها می‌شود.